# Condado de Brown (Minnesota)
O Condado de Brown é um dos 87 condados do estado americano do Minnesota. A sede e maior cidade do condado é New Ulm.
O condado possui uma área de 1 602 km² (dos quais 20 km² estão cobertos por água), uma população de 26 911 habitantes, e uma densidade populacional de 17 hab/km² (segundo o censo nacional de 2000). O condado foi fundado em 1855.